# Región de Fromager
Fromager fue hasta 2011 una de las 19 regiones que componían Costa de Marfil. La capital era Gagnoa. Tenía un área de 6900 km², que en términos de extensión es equivalente a la mitad de Montenegro. Su población era de (2002 estimado) 679.900 habitantes. 

## Departamentos
La región estaba dividida en dos departamentos: Gagnoa y Oumé.